# Ėmina Malagič
Ėmina Asimovna Malagič (in russo Эмина Асимовна Малагич?; 29 agosto 1995) è una pattinatrice di short track russa.

## Biografia
Nel gennaio 2016 ha vinto la medaglia d'argento nella staffetta 3000 metri ai campionati europei di Soči 2016, in squadra con Tat'jana Borodulina, Ekaterina Konstantinova, Ekaterina Strelkova e Evgenija Zacharova.
Ai mondiali di Seul 2016 disputati a marzo, ha vinto bronzo nella staffetta 3000 metri, sempre con le connazionali Tat'jana Borodulina, Ekaterina Konstantinova e Evgenija Zacharova.
Ai Giochi di Pyeongchang 2018, per effetto della squalifica inflitta alla Federazione Russa per doping di Stato, ha gareggiato per gli Atleti Olimpici dalla Russia.
Ai campionati europei di Dresda 2018 ha vinto la medaglia d'oro nella staffetta 3000 metri, con le connazionali Tat'jana Borodulina, Sof'ja Prosvirnova ed Ekaterina Efremenkova.

## Palmarès
- Campionati mondiali

Seul 2016: bronzo nella staffetta 3000 m.
Sofia 2019: argento nella staffetta 3000 m.
- Campionati europei

Dordrecht 2015: oro nella staffetta 3000 m.
Soči 2016: argento nella staffetta 3000 m.
Dresda 2018: oro nella staffetta 3000 m.
Dordrecht 2019: argento nella staffetta 3000 m.
Debrecen 2020: bronzo nella staffetta 3000 m.
- Universiadi

Krasnojarsk 2019: oro nella staffetta 3000 m.
- Campionati mondiali juniores

Varsavia 2013: bronzo nella staffetta 3000 m.
Osaka 2015: argento nella staffetta 3000 m, bronzo nei 500 m.